# Forêt Domaniale de Hesse
Der Forêt Domaniale de Hesse ist ein Staatswald südlich von Sarrebourg und südöstlich von Hesse im Département Moselle in der Region Grand Est (bis 2015 Lothringen), die zum Arrondissement Sarrebourg-Château-Salins gehört.

## Lage
Der 483 Hektar große Forêt Domaniale de Hesse liegt auf einer Höhe von 305 m ü.d.M. südöstlich des alten Forsthauses (Ancienne Maison Forestière de Hesse) rechts und links des Baches Bièvre zwischen den Ortschaften Hesse, Brouderdorff, Hartzviller und dem Nitting. Er besteht aus den Gemarkungen Eckwald, le Grand Metzing und Bois de la Bièvre und grenzt an den Bois de Nitting und den Bois du Petit Hartzwiller.

## Namensherkunft
Der Name bedeutet Buchenhain oder -wald, da Hesse in Abhängigkeit vom konsultierten Wörterbuch entweder einen „Ort, an dem die Buche wächst“ oder einen „Ort, den man mit einem Zaun aus Buchenholz umgeben hat“ bezeichnet.

## Nutzung
Der Staatswald wird heute an zehn Tagen pro Jahr für die Jagd genutzt. Alle 8 Jahre werden etwa 50 m³ Holz pro Hektar geschlagen, um eine nachhaltige Waldbewirtschaftung zu gewährleisten.

## Forstwirtschaft
Der Baumbestand besteht zu 90 % aus Buche (Fagus sylvatica L.), die anderen Baumarten sind Birke (Betula alba) und Hainbuche (Carpinus betulus). Die meisten Bäume stammen aus der Zeit um 1970 bis 1980. Im Jahr 1998 betrug die Bestandsdichte 3800 Stämme/ha mit einer Bodenfläche von 19,6 m²/ha. Die durchschnittliche Höhe und der durchschnittliche Umfang auf 1,30 m betrugen 12,7 m bzw. 22,7 cm. Anhand des Umfangs (Cl30) und der Höhe der Bäume wurden verschiedene Dominanzklassen gebildet, die den Bestand mit 19,8 % Dominanten (Cl30 von 30 bis 65 cm), 28,3 % Co-Dominanten (Cl30 von 20 bis 29,9 cm), Dominierten (C130 von 16 bis 19,9 cm) und 30,9 % Überhälter (C130 von 8 bis 15,6 cm) charakterisieren.
Der Boden ist ein Luvisol (ausgewaschene Braunerde mit Pseudogley) mit einem mesotrophen Mullhumus. Bis zu einer Tiefe von 35 cm ist eine gute Krümelung festzustellen, wo Spuren eines temporären Grundwasserspiegels (Pseudogley) zu erkennen sind. Oberhalb von 35 cm ist die Verzahnung gering, aber bis in eine Tiefe von 1,20 m gleichmäßig verteilt.
Chemische Bodenanalysen und Erhebungen der spontanen Vegetation deuten auf einen hohen Mineralienreichtum hin. Das Klima ist ozeanisch mit kontinentalem Einfluss. Die durchschnittliche jährliche Niederschlagsmenge beträgt 820 mm und die Durchschnittstemperatur ist 9,2 °C. Der kälteste Monat ist der Januar mit einer durchschnittlichen Tiefsttemperatur von −2 °C und der wärmste Monat ist der Juli mit einer durchschnittlichen Höchsttemperatur von 22 °C.